# Лешанин, Милойко
Милойко Лешанин (серб. Милојко Лешанин (Лешњанин)) — генерал, участник первой и второй сербско-турецких войн и сербско-болгарской войны.

## Биография
Милойко родился 15 февраля 1830 года в деревне Лешье (рядом с Парачином), у подножия горы Баба, в семье Йована Йовановича. Имел брата Стояна Лешанина. От деревни Лешье братья и стал называться Лешаниными: их настоящая фамилия была Йованович, но прозвище заменило фамилию. Учился Милойко Лешанин в начальной школе в Парачине и Чуприе и четыре года в средней школе в Белграде. В армию вступил 5 сентября 1849 года и, как сержант, 6 сентября 1850 года поступил в новое артиллерийское училище (Военную академию). После окончания академии стал вторым лейтенантом 11 декабря 1855 года и был отправлен на стажировку в Пруссию. По возвращении из Пруссии, 27 мая 1859 года стал лейтенантом Генерального штаба и получил кафедру в военной академии.
В 1862 г., во время бомбардировки Белграда турками, Лешанин успешно руководил участком белградской обороны и был затем произведён в капитаны I класса.
До конца 1868 г. Лешанин был профессором военной академии, обучал официальным правилам, тактике, службе Генерального штаба и администрации. 7 ноября 1868 г. стал начальником общего военного отделения в военном министерстве. За эту службу он получил звание майора 1 января 1869 г.
В 1870 году Лешанин был командирован в прусскую армию. Он участвовал в осадах Меца и Страсбурга. 1 января 1873 г. Лешанин получил звание подполковника.
2 апреля 1873 г. Лешанин стал министром обороны. В 1874 г. стал управляющим Военной академией. За эту службу он 4 января 1875 г. получил звание полковника.
10 марта 1876 г., в начале Первой Сербско-турецкой войныЛешанин был назначен командиром Тимокской дивизии и почётным помощником князя. В том же году, 4 июля стал главнокомандующим Тимокской армией. Эта армия была направлена в Северо-Западную Болгарию, с целью повдигнуть местных болгар на восстание против турок. Здесь Лешанин потерпел неудачу и, под давлением превосходящих турецких сил, должен был отступить. Вскоре главнокомандующим Тимокской армией был назначен русский генерал Михаил Черняев. В битве при Великом Изворе Лешанин командовал Зайчарским отрядом на левом фланге сербских сил. Он мужественно защищал Заечар от превосходящих сил Османа-паши. Однако, битва завершилась поражением сербов, и вскоре Зайчар перешёл в турецкие руки.
Во Второй Сербско-турецкой войне 1877—1878 гг. Лешанин был командиром Моравского корпуса. Он отвоевал Ниш, и 29 декабря 1877 г. подписал с турецким старейшиной капитуляцию Ниша. Был направлен в Сан-Стефано, где сопровождал русского главнокомандующего великого князя Николая Николаевича и генерала Н. П. Игнатьева. 8 марта 1878 г. Милойко Лешанин получил звание генерала. Затем Лешанин был направлен в Санкт-Петербург, где был представлен императору Александру II. В сентябре 1878 года Лешанин стал командиром Тимокского корпуса, и в конце 1879 — начальником Генерального штаба.
19 октября 1880 года Лешанин вернулся на пост министра обороны. Через год он стал командиром действующей армии, затем вернулся на должность начальника Генерального штаба.
В Сербско-болгарской войне Лешанин был командиром Тимокского корпуса, который шёл на Видин. Комендантом Видинской крепости был майор Атанас Узунов (также, как и Лешанин, герой Сербско-турецкой войны). Когда Милойко Лешанин предложил ему сдать крепость, Узунов ответил ему, что его учили брать крепости, а не сдавать их, и продолжал оборону. Под его руководством был отбит сербский штурм крепости 14-17 ноября 1885 г., после чего сербы были вынуждены отступить. После этой войны Лешанин в третий раз стал начальником Генерального штаба. По своей просьбе отправлен на пенсию в апреле 1888 г. С тех пор до самой смерти жил частной жизнью в Белграде.
Милойко Лешанин несколько лет состоял президентом Федерации стрелков, и восемь лет — президентом Красного Креста.
Генерал Лешанин носил более десяти медалей, как от своей страны, так и от зарубежных.
Лешанин скончался в Белграде 15 февраля 1896 года.
В городе Ниш (Сербия) в его честь названа улица генерала Милойка Лешанина.